# Paul Hubweber
Paul Hubweber (1954) is een Duitse jazztrombonist van de modern creative jazz en vrije improvisatiemuziek.

## Biografie
Hubweber begon met drummen op 12-jarige leeftijd na zijn eerste pogingen op de citer. In de komende jaren speelde hij ook gitaar en elektrische bas. Op 17-jarige leeftijd stapte hij over naar de trombone en trad hij tussen 1973 en 1975 op in Italië, Frankrijk, België en Nederland. Vanaf 1976 was hij betrokken bij de organisatie van het New Jazz Festival Moers (evenals die van Workshop 76 van het Globe Unity Orchestra) en bij de productie van verschillende opnamen voor latere platen. Tussen 1976 en 1982 verscheen hij in verschillende constellaties met Claus van Bebber, Martin Theurer, Erhard Hirt en Ulrich Phillipp. Daarnaast produceerde het toenmalige underground label msc de eerste solo-lp en enkele collages. Meerdere herhaalde deelnamen aan het Wiesbaden HumaNoise-congres kwamen tot stand via Phillipp. Sinds 1984 zijn er concerten met Alfred Zimmerlin, John Butcher, Dorothea Schürch en andere internationale musici. Eind jaren 1980 richtte hij samen met Georg Wissel, met wie hij speelde in de bands Kollegu Pischu en Bull's Eye Ensemble, een nieuwe musicicoöperatie op in Keulen, waaruit de samenwerking met Joachim Zoepf voortkwam. Met Carl Ludwig Hübsch werkte hij aan The Beatles-klassiekers. Met Peter Kowald speelde hij duo's die werden uitgebreid met Paul Lovens. Met Lovens en John Edwards ontstond het trio PaPaJo, dat wordt beschouwd als een van de betere bands op de markt (Alois Fischer). Hij speelde ook in het Schnack Duo met Uli Böttcher, dat concerten gaf met Phil Minton, Georg Wolf, Michael Vorfeld en vooral Michel Waisvisz. Met pianist Stevko Busch werkt hij in slow motion aan de muziek van Charlie Parker.

## Discografie

### 1976–1989
- 1976: Aus meiner Sicht – trombone solo (MSC)
- 1980: Wadis, Collage (MSC), met Claus van Bebber
- 1980: Sommer in Peking (Nimm Records), met Martin Theurer, Ulrich Phillipp, Wolfgang Schliemann
- 1983: Warm ausgezogen Collage (MSC)
- 1986: The Art of Barking (MSC)
- 1987: Genussoforte Orchestra (MSC) o.a. met Stefan Keune

### 1990–1999
- 1992: CHW-Trio: Serenpidity (Hybrid Music Productions, ed. 1994), met Hannes Clauss, Hainer Wörmann
- 1992: Human Noise: Congress (Hybrid), met Maud Sauer, Uwe Buhrdorf, Dirk Marwedel, Claudia Ulla Binder, Uwe Oberg, Erhard Hirt, Jean-Marc Montera, Helmut Bieler-Wendt, Ulrich Phillipp, Jim Meneses, Wolfgang Schliemann
- 1993: Vertrauensbildende Massnahmen: Stadtgarten Series, Vol. 7 (slechts één nummer op deze compilatie, JazzHausMusik), met Dirk Bell, Carl Ludwig Hübsch
- 1993: Vertrauensbildende Massnahmen: B-Tales (Mic Records), met Dirk Bell, Carl Ludwig Hübsch
- 1996: Lyrix + Päränoise Trombone Solos (Nur/Nicht/Nur, ed. 1998)
- 1997: Bull’s Eye Ensemble (MSC), met Georg Wissel, Carl Ludwig Hübsch
- 1998: U-Boot Party (Happy Few Records), met Sue Schlotte, Gunda Gottschalk, Joachim Zoepf, Thomas Lehn, Erhard Hirt, Martin Theurer
- 1998: Kleiner Ballon (Happy Few Records), met Gunda Gottschalk
- 1998/1999: Vinyl + Blech II (Nur/Nicht/Nur), met Claus van Bebber
- 1998-01: Vinyl + Blech I-III (Nur/Nicht/Nur, ed. 2005), met Claus van Bebber
- 1999: Georg Wissel / Paul Hubweber / Joachim Zoepf: Troisventure (NurNichtNur)
- 1999: Rubbed + Blown – Pieces for 5, 6 and 8 Trombones (NurNichtNur)

### 2000–2009
- 2000: Tromboneos (Nur/Nicht/Nur, ed. 2002) solo
- 2000: Frank Köllges: Der Wienerplatz (met o.a. Gernot Bogumil, Uwe Böttcher, Jesus Canneloni, Mary-Noele Dupuis, Frank Gratkowski, Carl Ludwig Hübsch, ed. 2001)
- 2001: Markus Eichenberger: Domino Concept for Orchestra (Emanem), met Carlos Baumann, Carl Ludwig Hübsch, Dirk Marwedel, Frank Rühl, Helmut Bieler-Wendt, Charlotte Hug, Peter K. Frey, Daniel Studer, Ivano Torre, Marianne Schuppe, Dorothea Schürch
- 2001: Bernd Wiesemann Choreografie der Klänge (Dohr), met Johannes Leis
- 2002: PaPaJo: Papajo (Emanem), met John Edwards, Paul Lovens
- 2005: Vinyl & Blech IV (NurNichtNur), met Claus van Bebber
- 2005: Nobody’s Matter But Our Own (Nur/Nicht/Nur), met Philip Zoubek
- 2005: Schnack (Anthropometrics, ed. 2005), met Ulrich Böttcher
- 2006: PaPaJo: Simple Game (Cadence Jazz Records, ed. 2008; met John Edwards, Paul Lovens)
- 2007: Schnack 3 (NurNichtNur), met Ulrich Böttcher
- 2007: Sieben Mal Solo (Schraum), solo
- 2007: Archiduc Concert: Dansaert Variations (Emanem, ed. 2010), met Philip Zoubek
- 2008: Unchained Folk Songs (NRW Records), met Annette Maye
- 2009: Pas Appât (Nur/Nicht/Nur), met Georg Wolf

### 2010–2017
- 2010: Loverman – Trombone Songs (Cadence Jazz Records, ed. 2011) solo
- 2011: No Litter (gligg records, ed. 2013), met DJ Sniff
- 2011: The Yellow Snow Crystals: Zappn' (Konnex Records), met Alexander Morsey, Gerhard Horriar, Simon Camatta
- 2014: Vario-50: The Art of the Duo (Edition Explico, ed. 2017; Hubweber is op twee titels, een in een duo met Lenka Župková, aan de andere kant met Günter Christmann)
- 2014: Rutger Zuydervelt: Stay Tuned (Baskaru, in totaal 153 bijdragers; Opnamedatum onduidelijk, ed. 2014)
- 2015: Paul Hubweber, Frank Paul Schubert, Alexander von Schlippenbach, Clayton Thomas, Willi Kellers: Intricacies (NoBusiness Records)
- 2016: PaPaJo Spielä (Creative Sources; met John Edwards, Paul Lovens, rec. 2003 resp. 2009)
- 2017: The Yellow Snow Crystals (Paul Hubweber, Alexander Morsey, Simon Camatta, Gerhard Horriar, Martin Verborg, Jens Düppe, Peter Eisold, Dominik Mahnig, Hansjörg Schall, Werner Hupperts): Live (Paul Hubweber, 2017)

- Gemeinsame Normdatei: 135038650
- International Standard Name Identifier: 0000 0000 5753 9948
- Library of Congress Control Number: no2018175738
- MusicBrainz: af7b7358-d8e2-4ea0-a44f-44fd31beac41
- Virtual International Authority File: 79928147
- WorldCat: E39PBJjmQ6jFPbwH7wtDF3yfMP